# ورزشگاه ال تورالین

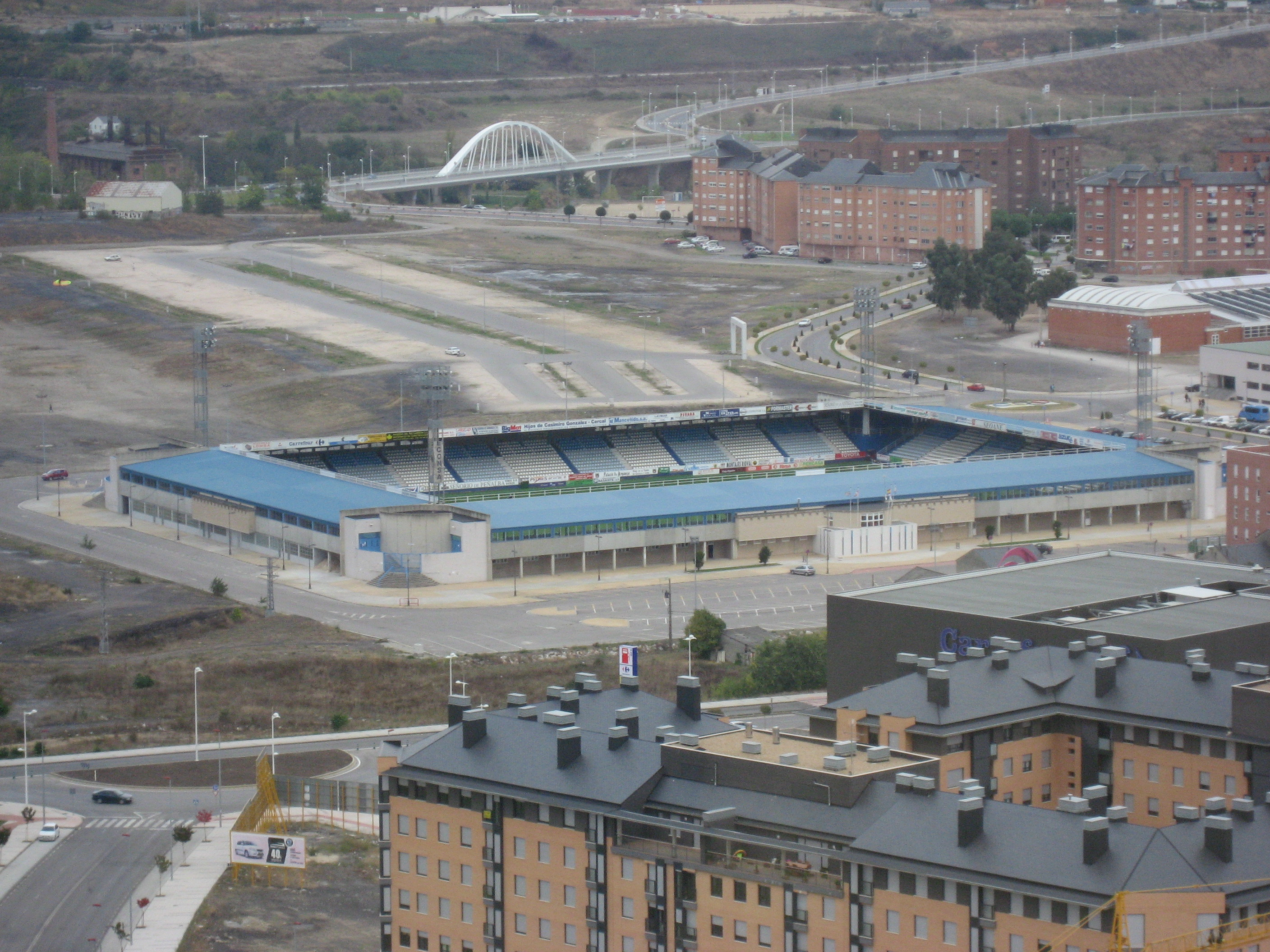
ورزشگاه ال تورالین اسپانیا

ورزشگاه ال تورالین (به اسپانیایی: Estadio El Toralín) با ظرفیت ۸٬۲۰۰ نفر یکی  از ورزشگاه‌های فوتبال کشور اسپانیا است که در شهر پومفرادا ایالت کاستیا و لئون واقع شده‌است. این ورزشگاه در سال ۲۰۰۰ بازگشایی شد و در حال حاضر بازی‌های خانگی باشگاه فوتبال پومفرادینا در آن برگزار می‌گردد.